# Осавул
Осавул (тюрк. yasaul, ясаул, «начальник») — в українській історії був носієм владних повноважень — у різний час різних категорій (здебільшого військових).
- військове звання (уряд) у Війську Запорозькому, виборна службова особа.
- військове звання у козацьких військах Російської імперії. Відповідало капітану армії;
- військове звання у військах Української Народної Республіки. У 1917–1920 роках відповідало підполковнику армії, з 1920 року — майору.
- назва посади Дмитра Катамая — заступника очільника Українського військового товариства «Січові стрільці» доктора Володимира Старосольського

## Запорозька січ
На Запорожжі у XVI—XVIII століттях осавули — козацькі старшини.
Військовий осавул — виборна службова особа, яка обіймала одну з найважливіших військово-адміністративних посад у Запорозькій Січі, належав до кошової старшини. Був помічником кошового отамана. Відповідав за дотримання порядку на Січі, а під час походу — у таборі.
Паланковий осавул належав до паланкової старшини. Був найближчим помічником полковника (паланкового) у військових питаннях.

## ГетьманщинатаСлобідщина
У XVII—XVIII століттях осавули, козацькі старшини, в залежності до якої старшини відносилися були генеральні, полкові і сотенні. Також були артилерійські осавули.
Генеральний осавул належав до генеральної старшини (у слобідських козаків відсутня), був найближчим помічником гетьмана у військових питаннях, розслідував тяжкі злочини, при виступах війська міг виконувати обов'язки наказного гетьмана.
У Гетьманщині в генеральній артилерії служили артилерійські осавули, які відали генеральними обозами і були заступниками генерального обозного.
Полковий осавул (по два в кожному полку) належав до полкової старшини. Був найближчим помічником полковника у військових питаннях.
Осавул полкової артилерії, відповідав за полкову артилерію, й був підлеглим полкового обозного.
Сотенний осавул належав до сотенної старшини.
Полкові і сотенні осавули відали військовою підготовкою козаків, забезпеченням полку чи сотні озброєнням і боєприпасами (крім артилерії), складали козацькі реєстри, статути тощо.
Полкові осавули були також у компанійських полках
При скасуванні полкового устрою України Російською імперією у другій половині XVIII століття (Слобідська Україна 1765 рік, Гетьманщина 1783 рік) козацькі старшини отримували цивільні, чи військові чини згідно Табелю про ранги. Полковий осавул (якщо переходив у новоутворенні імперські полки регулярної армії) дорівнювався IX класу, і міг отримати чин ротмістра чи титулярного радника якщо брав участь у бойових діях. Як що ні, то йому надавався чин на штабель нижче.

## Військовий чин козацьких частинРосійської імперії(1798—1917)

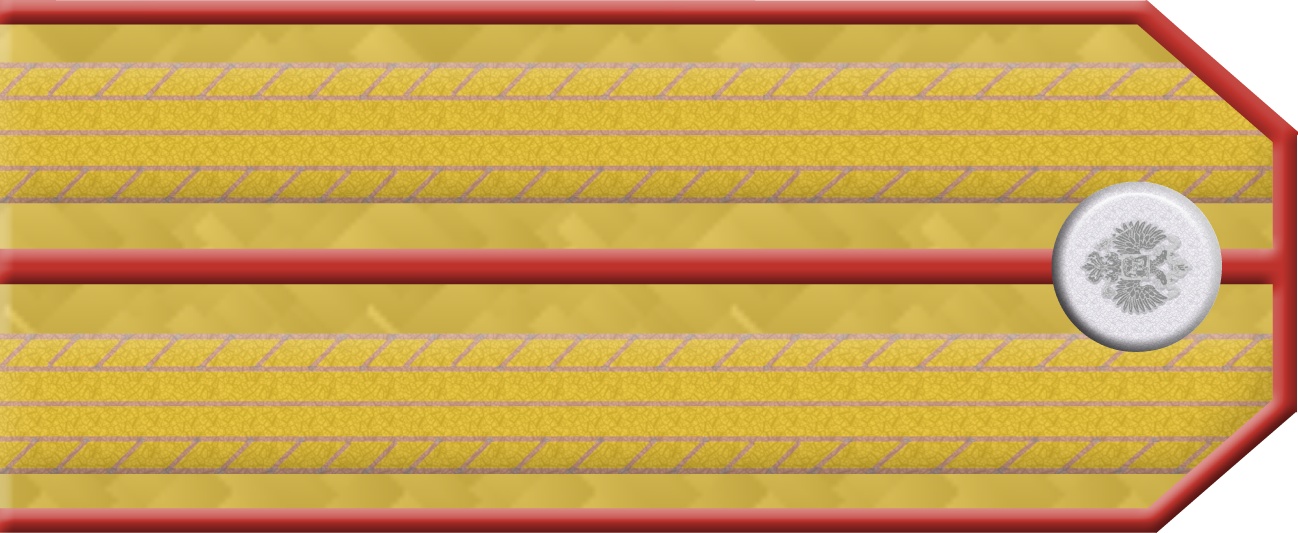
Погон осавула Російській імперії

Звання осавула вважалося в козацьких військах другим після отаманського. У 1775 році за розпорядженням князя Потьомкіна було вказано полкових осавулів вважати «пристойно офіцерському званню».
Обер-офіцерський військовий чин в козацьких військах Російської імперії. Згідно Табелі про ранги, спершу відносився до IX класу і був аналогом кавалерійського чину «ротмістр». З 1884 року чин осавула було піднято до VIII класу, як і чин ротмістра якому він дорівнював.
Осавул був вище за рангом ніж підосавул, але нижче за військового старшину.
16 грудня 1917 року після Жовтневого перевороту декретом радянського керівництва було скасовано чини, звання та титули часів Російської імперії. Але цей чин, ще деякий час використовувався у Білій армії (1917—1921).
Знаками розрізнення осавула були погони з одним просвітом без зірочок.